# بان ياران ميرزاحسين (مقاطعة دالاهو)
بان ياران ميرزاحسين (بالفارسية: بان یاران میرزاحسین) هي قرية تقع في كرمانشاه في إيران. يقدر عدد سكانها بـ 36 نسمة بحسب إحصاء 2016.